# 蟲之歌
《蟲之歌》是岩井恭平於角川Sneaker文庫連載的日本輕小說，由LLO負責插畫。台灣中文版由台灣角川代理。2007年5月於月刊少年ACE連載漫畫版，並於同年7月於衛星頻道WOWOW放映電視動畫。
外傳名為《蟲之歌bug》，以短篇形式發表。

## 故事簡介
掠奪人類夢想，給予附蟲者超能力的蟲出現十年之久。而在這個絕望的世界裡，正在開始著一段少年與少女邂逅的故事。

## 登場人物

### 主角
藥屋大助〈郭公〉（聲優：淺沼晉太郎）
- 所屬：特別環境保護全事務局·東中央分部
- 號指定：無指定（0卷；捕獲冬螢前）→火種一號
- 種類：同化型（手槍）
- 蟲：郭公蟲
- 梦想：找到需要自己的容身之所

小说、动画和漫画的主角，平时只是表面无害，没有特别之处的少年，唯一的特点是脸上经常会贴着OK绷。由於執行任務時會戴着護目鏡和面罩，所以知曉郭公的真面目非常少。
土師圭吾暗地培訓的附蟲者，於本傳故事中4年前的第一次任務時獨力解決東中央分部叛變事件以及將<冬螢>杏本詩歌打成缺憾者，得到火種一號的資格。實質上是半放棄的杏本詩歌把自己的夢想托負給擁有相同夢想的他，讓他把自己的蟲打死。
因為這個原因，自此之後他就專心致志地擊殺蟲，雖然因將無數附蟲者變爲缺陷者而被稱爲惡魔，話雖如此卻從未殺死過任何附蟲者。
同樣因為這個原因，杏本詩歌在他的心目中擁有一個很特別的位置，在但他本人在4年前並沒有看清楚杏本詩歌的容貌，也沒有問清楚名字，是故在最開始時無法認出詩歌。
使用大口徑手槍再藉與蟲同化令子彈強化，開槍射出的子彈威力比得上大炮。同化時的最終形態右手會完全變成蟲的下顎並會噴出火焰。因為是同化型所以同化時身體能力會提高。
在执行特环任务时则十分冷酷无情，被称为最强的附虫者，實質上單就能力而言並非頂尖，但擁有異常堅定的戰鬥意志。
有對身邊的人過分冷漠的傾向，不希望身邊的人過分依賴自己。
被暴食本人評價為如果自己沒有了冬螢的能力的話，郭公可以和她在一對一的環境下獲勝。
在外传小说Bug中则与一之黑亚梨子搭档，並且一度和暴食交手。但當時的暴食因擁有水熊蟲的力量而不滅，最終以獵人（一之黑亞梨子/花城摩理）封印了水熊蟲的附蟲者作結。
在監視立花利菜的時間中對抱有相同夢想的她抱有一定的好感，作為郭公嘗試過提醒立花她誤入岐途的事實，但最終還是無法拯救自己的同路人，只能看着對方成蟲化並在自己的懷中過身。
在小說第二集藉著千莉和純拒絕「浸父」使其能力發動體被破壞時消滅了浸父最後的碎片。
在小說第五集重創暴食後面临着成虫化的危机，能獨力杀死虫羽首领立花利菜成蟲化後的<瓢虫>似乎也是臨近成蟲化而獲得力量的結果。脫離特還後經過「便利屋」和「墓守」的幫助和鼓勵重新回歸特環，此後便極度壓抑自身的力量，甚至被鯱人評為「弱小」。
在小說第十一集將「浸父」逼出冬螢的身體後，解放自己全部的力量，燃盡夢想和冬螢一同殲滅「浸父」本體，之後成蟲化，被冬螢消滅。
最早是由被亚里亚·瓦利<第三只>附身的姐姐变为附虫者。
杏本詩歌〈冬螢〉/〈飛雪〉（聲優：花澤香菜）
- 所屬：無→蟲羽
- 號指定：異種三號（初成附蟲者時）→異種一號，後從缺陷者狀態中復原後登記為祕種一號
- 種類：分離型
- 蟲：螢火蟲
- 梦想：找到自己能安心待在的容身之所

本作第一女主角，目前唯一一个由缺陷者成功恢复过来的人，恢复的細節至今尚未明朗化，可以肯定是中間包含了暴食的介入，以及最後的契機為其和藥屋大助（郭公）的再遇。
在小学六年级的时候被<暴食>变为附虫者，称自己的虫为小萤，能力是降雪。被召喚出來的雪片接觸到的東西會被無差別破壞，而且降雪的範圍極大，可以同時攻擊多人，也因此被視為最強的角色。但因其他擁有同級別能力的人（簽字筆使，猎人）皆已死去所以不曾實證過。暴食曾藉着此能力一力擊退特環和蟲羽所屬的幾乎所有附蟲者，也是暴食無法被擊退的原因。
但在恢复過來後就再無法有效地控制，一使用就會造成大範圍的傷害，在詩歌的安全受到威脅時也會有失控的傾向。
是一个十分天真可爱的女孩子，自认为很弱的一号指定，喜欢药屋大助，也對「郭公」這個人有特殊的感情，但不知道兩者是同一人。當初蟲被「郭公」打成缺陷者其實是出於本人意願，並立下將自己的夢想交托於對方的約定。
立花利菜死後由她來領導蟲羽，但天生缺乏領導能力，大部分事務都是由幹部處理，只需要下批准就可以了。由於實力頂尖而且有着不同於立花利菜的魅力，在蟲羽內部相當有人望。
主张不战斗的战斗，优先保护附虫者并彻底不進攻，也因此讓蟲羽由恐怖組織轉變為只單純地保護附蟲者的團體。拜其所賜，雖然在爭奪附蟲者時仍會發生衝突，但蟲羽和特環的碰撞相比起過去大幅地減少了。
在小說第14集得知了郭公就是大助的真相後，失去戰鬥意志被「C」趁隙而入，受到「C」控制成為「鴿子」，打算以冬螢壓倒性的破壞力殲滅舊時代的附蟲者，在即將對殘存的附蟲者進行致命一擊時，被「第三隻」注入了郭公的內心，見到了不應存在的郭公並和其再度許下了重逢的約定，在郭公的激勵下重拾自我。
在所有一號指定附蟲者中擁有最強的破壞力，但該能力對詩歌消耗過於劇烈，導致在持久戰方面相當不利，同時因為能力為全方位無差別攻擊也導致難以跟他人搭擋作戰，在能力全開下擁有在一號指定中最強級別的攻防能力。

### 特別環境保全事務局

#### 東中央分部
土師圭吾（聲優：平川大輔）
東中央分部支部長，不是附蟲者，但立場和大助等人一樣，對作為附蟲者的妹妹千莉十分庝愛。
十分精明能幹，在特環中是少數將重點放在讓附蟲者恢復原狀的人之一，是包括大助在內的一部分特環的附蟲者以及一艇（主要是東中央分部）惟一真心願意服從的上司，但對於其他人而言更多因其我行我素和奸險狡滑而厭惡對他。
有親自上戰場的習慣，原因似乎是為了以附蟲者們消耗自己夢的情景補充自己的夢，以讓千莉吞噬
自第一卷尾開始因受重傷持續昏迷至今，據稱身體已完全康復但意識尚未恢復。智慧和謀略都跟魅車八重子不相上下，爲了讓大助在逃亡時有人支援他，在各地安排人手接應。
土師千莉〈火巫女〉
- 所屬：特別環境保護全事務局·東中央分部
- 號指定：異種三號
- 種類: 特殊型
- 蟲：火蛾
- 夢想：重要的人訴說:"我無問題"

失明少女。土師圭吾的妹妹，跟其他附蟲者不同，她的蟲只會吞噬其他人的夢想，當從身邊的人感到心靈意上的温暖時變會發動，對象的例子包括圭吾和藥屋，在暴走時則會無差別地吸收周圍的人的夢想。
可以探測其他蟲的位置，甚至連暴食利用蟲的能力隱形后都可以一瞬間找到她。能力應該是火屬性，和HARUKIYO類似。獅子堂戌子的學生之一。
緒方有夏月〈陽炎〉〈月姬〉
- 所屬：蟲羽—南部頭領／特環西南西分部〈間諜〉→特別環境保護全事務局·東中央分部
- 號指定：火種四號→火種二號
- 種類：分離型
- 蟲：細蜉科蜉蝣
- 夢想：找到一個沒有戰爭的地方(但這個夢想似乎已經破滅)

與千莉是很要好的朋友，不喜歡令千莉擔心。本人則戀慕立花利菜。
初時為蟲羽在特環西南西分部的間諜，更是南部地區的領袖，後來為了保護千莉而和在失去立花後陷入暴走的蟲羽決裂，最後追隨千莉加入特環並留在東中央分部。
暫時唯一一個可以亞成蟲化的附蟲者，得到亞成蟲化力量的契機未明，可能是其在蟲羽(立花利菜)和朋友(千莉等人)之間作出選擇時面臨的壓力，或是其為了保護友人而背棄了自己的和平信念，亦有可能和蟲自身的特性有關(雖然蟲的特性多會和附蟲者的性格特質有一定關係)。
因外界廣傳立花被郭公殺死後極度仇視郭公，本人的不澄清更加深了這一層誤會。在小説第二集得知其實大助就是郭公，雖然最初非常厭惡對方，但隨着對對方的了解加深而陷入迷茫。
稱自己的蟲為陽炎，平時蟲的攻擊是從尾巴射出黑色外殼的球體，並可以侵蝕物體。
本來蟲的顔色是橘色，亞成蟲化后的蟲全身金色。可以透過尾巴收集周圍的能量，然後把它轉化為純熱能，再從尾巴發射出數十束光束，破壞力驚人。被獅子堂戌子稱爲復仇者，沒資格成爲戰士。
五郎丸柊子（聲優：高木禮子）
東中央分部臨時分部長。非常冒失、笨拙的年輕女性。每天上班時都沒有整理儀容：頭髮翹起，目光呆滯。平時毫無領導能力，被稱爲無能的分部長。但在非常時候，仍然能夠發揮些小作用。在第三集小説甚至曾經嘲諷過魅車八重子副局長她的計劃完全失敗。其實非常希望土師能快點醒過來，而且十分關心大助。
堀崎 梓〈蟬蟬〉（聲優：田村由香里）
- 所屬：特別環境保護全事務局·東中央分部
- 號指定：火種五號
- 種類：分離型
- 蟲：蟬
- 能力：超音波攻撃
- 夢想：幫助某人成就巨大的目的。

愛慕著土師，做的一切事都是為了土師。當初當作蟲羽的間諜其實是土師吩咐她做的。好像很討厭郭公。
在小説第一集，蟲被冬螢活活折磨致死，到最後仍然掛念著土師。蟲的能力分爲兩種：透過摩擦翅膀發出衝擊波，或者透過一段時間儲備力量，利用超音速撞擊敵人（可以多次使用）在第四集被迪歐雷斯托伊碎片作爲容器復原過來，短暫登場，但最後還是變回缺憾者。以迪欧雷斯托伊人格和堀崎 梓人格分别向杏本诗歌和药屋大助传达其有成为附虫者之王的资质。
大藏倭〈兜〉（聲優：濱田賢二）
- 所屬：特別環境保護全事務局·東中央分部
- 號指定：火種六號
- 種類：分離型
- 蟲：兜蟲

在分部裏比較穩重年長的一個，沉默寡言的少年。
操縱著巨大的兜蟲。由於體型龐大，但是拍動翅膀就能吹倒大多數體型較小的蟲，頭上的五支角可以射出作遠程攻擊。小説第一集中靠這一招擊倒因使用力量過度而變得虛弱的冬螢。（雖然他的蟲都因冬螢的力量而差點死掉。）
高鍬雷
前東中央分部局長，<波江>的父親。
於本傳故事4年前東中央分部叛變事件的發起人。
叛變因<郭公>的阻礙以失敗告終，並被特環拘捕。
〈八角〉

#### 中央本部
一玖皇嵩〈不死的附蟲者〉
- 所屬：特別環境保護全事務局
- 號指定：不明
- 種類：分離型
- 蟲：水熊蟲
- 夢想：不想死

中央本部本部長
戴著奇特眼鏡的少年，雖然年齡看起來很小其實在三年前已經有二十多歲。
在蟲之歌bug首次登場。操控著複數的類似甲蟲的細小甲蟲。
蟲擁有驚人的生命力，其能力為不死，不論是蟲還是宿主都絕對「不會死」，所以被稱爲不死的附蟲者，也是「暴食」無法被消滅的原因。態度令人反感，謎一樣的少年。
蟲擁有吃「蟲」的能力，吃「蟲」包括蟲本體以及所生出之物。
愛兒比歐蕾妮所變成的最初分離型附蟲者，亦是見證原始三隻誕生的其中一人。自稱非常討厭附蟲者。
實質上似乎是了解到暴食因自己的能力而不死時感到絕望，從其平淡地說種種方法無法殺自己看來，似乎過去曾嘗試以那些方法自殺。
在蟲之歌bug的最後一話中，水雄蟲瀕臨成蟲化，開始不受限制的繁殖起來，就連本人也失去了人類的外貌，被一之黑亞梨子連同蟲一起封印
魅車八重子
特別環境保護全事務局副局長，特環的實際領導人。
擁有鎖鏈般笑容的女人，是特別環境保護全事務局殲滅班的直屬管理。
自稱‘愛’著附蟲者，並要求對方回應她的‘愛’。性格和態度在某程度上跟暴食挺相似。從佐籐陽子父親對她在心理報告的評論可知她的怪異和瘋狂之処，甚至感染到佐籐的父親和旁觀心理評估的佐籐陽子，是令佐籐陽子變得瘋狂的原因之一。
見證原始三隻誕生的其中一人。
似乎對一玖抱有特殊的感情。
御嶽安妮莉婕〈霞王〉（聲優：井上麻里奈）
- 所屬：特別環境保護全事務局·中央本部；戰鬥班
- 號指定：異種三號
- 種類：特殊型
- 蟲：死番蟲
- 夢想：大切だった物を取り戻すこと

外表看好像一位文潣優雅的大小姐，但其實脾氣火爆，態度惡劣而且非常好戰。
能力是做出能防禦物理性攻擊黑色的濃霧，並從中生出無數隻爪子，從而作出攻擊和移動。雖然論攻擊和防禦力是跟一號、二號指定者差不多，但是其機動力極差，所以只能被指定成三號附蟲者。
可是她也能在令對手受傷的那瞬間分裂自己的蟲，依附在對方的身上作辨應，方便追蹤。
堀內愛理衣〈C〉（聲優：野中藍）
- 所屬：特別環境保護全事務局·中央本部；情報・特殊・實驗班
- 號指定：秘種二號→超種一號（第11卷）
- 種類：特殊型
- 蟲：白鳳蝶
- 能力：操控電力
- 夢想：世界の色々な事を覗いてみたい

在高級局員裏年齡最小，只是一個小學生。
但其實她是整個特別環境保護全事務局的中央資料庫，令特環的局員能夠在數秒内取得資訊，並管理著所有特環的情報。
因爲其媒介甚多，能夠在都市的任何一個角落獲得資訊。只要叛徒或目標一乘搭任何交通工具或使用任何電子用品，她就能查出叛徒的位置。而且他的能力也可以做出電擊、電器操作、誘發雷電等威力十足的攻擊。
對郭公抱有特殊感情，會留在特環是因爲郭公在那裏，堅信郭公會拯救所有附蟲者。
是獅子堂戌子的學生之一。
在BUG中透露是由郭公在執行任務(獵人)時發現的附蟲者，算是由郭公親自招攬進入特環的人。
夜森寧子〈寧寧〉
- 所屬：特別環境保護全事務局·中央本部
- 號指定：異種三號
- 種類：特殊型
- 蟲：紡織娘
- 能力：復原
- 夢想：好きな歌を歌い続けること

透過歌聲作媒介，擁有收復和復原功能的少女。
雖然能力好像跟一玖皇嵩差不多，但事實上有很大的差別。一玖皇嵩的甲蟲的再生能力相對比較強因爲是把整個身體恢復原狀，就算整個頭沒有了甚至被削去了半個身子也不例外。而夜森寧子則是不能醫治自己，可是能把歌聲範圍裏的所有人和物品全都回復過來。還有夜森寧子的能力不能像一玖皇嵩的一樣回復身體所有的機能，例如不能補回身体喪失了的血液和體力。
獅子堂戌子〈青斑〉（又譯〈浅葱〉）
- 所屬：特別環境保護全事務局·中央本部；特殊班
- 號指定：異種三號（全盛時期曾經被指定為異种二號）
- 種類：特殊型
- 蟲：青斑蝶
- 能力：控制磁力
- 夢想：こんな酷いことをする人間は一人残らず消えてしまえ

速度和威力都非常強大的附蟲者，平時穿著雨衣跟水鞋以隔絕周邊物質的磁力。
因爲身體在發動能力時會令身體的鐵質減少導致貧血，所以必須要定期通過吃特環特製含豐富鐵質的捧捧糖以更輕鬆吸收外來鐵質。
透過增加身體跟附近金屬媒介的排斥力，讓身體擁有像子彈般超高速。也可以增加對手或物品跟她的曲棍球棒之間磁力的排斥力，只用小小力量便能把對方毆飛。
擁有和迪歐雷斯托伊最強碎片匹敵的領域防衛能力。在全盛時期實力曾被指定為二號水平，更因在戰場上的不論敵友通通都殺掉的瘋狂行爲，被稱為狂戰士而受人敬畏。
但論威力和速度她認爲自己絕對不會輸給一號指定者，所以她自己也不知道爲什麽不能成爲一號，大概是因爲作爲一號是需要除了戰鬥力以外的其他條件。
是跟郭公同期唯一存活下來的附蟲者，也是郭公的第一個拍檔。
因爲在全盛時期過度使用能力，導致能力開始衰退，現在正式改爲三號指定者，並退出戰場。她現在從事教育工作，就是到處去發掘那些未經發現的附蟲者，再把他們訓練成戰士。喜歡在學生的能力考試中加入實戰，教導嚴厲，有不少學生都因此失去了蟲。
培育后继者的使命是土师圭吾为了拯救因为本身梦想而绝望的戌子而授予她的
在戰鬥時只會跟學生說：戰吧！鹽原鯱人也是她最強的學生，而且他們倆也有很多相似的地方，他們都有感應蟲的能力。鹽原鯱人也被譽爲新狂戰士。
在與迪歐雷斯托伊最強碎片戰鬥后被擊敗，身體被毛毛蟲啃咬，腹部被場館天花板的斷裂太陽能板貫穿。傷重死亡，臨死前想起原來是自己的學生拯救了絕望的自己。

#### 殲滅班
耶麻本羅宇〈紫介〉
- 所屬：特別環境保護全事務局·中央本部；殲滅班
- 種類：特殊型
- 蟲：介殼蟲
- 能力：操控塑料
- 夢想：夺取这个国家的繁荣来拯救我的祖国

特別環境保護全事務局·中央本部·殲滅班班長
衣服全都是由蟲的媒介做成。啓動能力是衣服會先漲大然後覆蓋全身。
由於能力啓動后是透過直接由蟲控制媒介衣服的動作來行動，所以能做出類似人偶的怪異動作。這個優勢令她在速度和力量方面可以達到跟同化型一樣的程度，即是可以合理且毫無死角地使用能力。
可以一手粉碎嗶哩嗶哩利用能力扔出的數十噸重的高壓電流鋼鐵塊，並且在數分鐘内狂奔十多公里到達目標位置。不只是這樣，她還可以操縱銳利的塑膠針，以衣服改變顔色讓自己消失蹤影，甚至會混合夾帶的炸藥和樹脂，做成一般的炸彈來使用。與墓守激戰后擊敗他，卻被簽字筆使擊倒。
〈墓守〉DAISUKE
- 所屬：特別環境保護全事務局·中央本部；殲滅班
- 種類：分離型
- 蟲：空洞聖甲蟲
- 夢想：给我一个葬身之地

面容俊俏的少年，已經忘記了來到特環之前的事情，後來成了迪歐雷斯托伊碎片的試驗品之一。
但途中與迪歐雷斯托伊碎片定下契約並對碎片有反應，能夠使用分離型和特殊型兩種力量。
一度冒充成藥屋大助，在和田央萌萌(簽字筆使)的相處中互相戀上對方。
聖甲蟲由於只剩下軀殼，身體能無限量再生，除非把整個身體毀滅，否則不能把它消滅。即使這樣，仍然不能抵抗紫介可怕的實力。在迪歐雷斯托伊碎片開始失控時被紫介用強大塑膠炸彈炸傷，身體慢慢因被碎片侵蝕而石化，最後和簽字筆使相擁在火焰中燒死。
〈嗶哩嗶哩〉
- 所屬：特別環境保護全事務局·中央本部；殲滅班
- 種類：特殊型
- 蟲：藍金花蟲

戴著鋸齒狀黃色髮夾的妙齡少女。
雖然能力威力不及C跟青斑，但卻能控制電力與磁力兩者的特性。是殲滅班裏面其中一個受迪歐雷斯托伊碎片影響能力增大的局員。
行爲怪異，只會說：嗶哩嗶哩、嗶哩嗶哩而不會說正常的話語。受到茶深的能力導致能力更盡一步進化，利用能力把地下水渠跟其他金屬融合壓縮，形成一把帶有高壓電流足足幾十噸的長槍擊向紫介，卻被她躲開。接著再用能力把附近的所有金屬跟長槍合為一體，變成一個龐大的鋼鐵電力團塊向下擊向紫介。卻給她壓倒性的實力粉碎團塊再一擊重傷擊倒。
〈足捲〉
- 所屬：特別環境保護全事務局·中央本部；殲滅班
- 號指定：火種三號
- 種類：分離型

蟲擁有數目甚多且靈活富彈性的腳，腳更能任意伸縮扭曲。
蟲也有感應能力，能探測到20公里以外蟲的反應。蟲平時棲息在少年的舌頭。
腳能無限再生，從四面八方攻擊敵人。和簽字筆使戰鬥時一開頭略佔優勢，並把腳捲成一把長槍。可是在擊中簽字筆使前卻因爲簽字筆使的新能力令到攻擊沒效，被對方強拉著蟲的腳拖到面前再一手壓碎蟲。
〈彼方〉
- 所屬：特別環境保護全事務局·中央本部；殲滅班
- 號指定：火種三號
- 種類：分離型
- 蟲：雙頭蚰蜒
- 夢想：讓我戰鬥的場所

自稱是因戰爭而產生的只懂得戰鬥的可悲士兵，在堀崎梓的滅殺行動中唯一生還的局員，知道堀崎梓在意冬螢所以直接闖入蟲羽本部再在瞬間擊倒兩名幹部，帶走冬螢。
不認同詩歌不戰鬥卻不能停止附蟲者的戰爭的幼稚想法。
蟲的外殼防禦能力驚人，就算在短距離受到大鍬正面擊來的衝擊波也絲毫無損；破壞力也十分可怕。蟲的毒液有腐蝕性，受到茶深植入的恐懼情緒，蟲的體型和威力大增，在一個頭被大鍬炸掉的情況下，另一個頭能把一座電梯連同天花板一口咬碎再吞掉。
被大鍬能力所做成的水蒸氣爆炸迎面擊中也毫不遲疑繼續攻擊。本人在茶深的能力導致蟲失控時戰鬥力都大大增加，胸口被茶深的把手一擊貫穿也毫不理會，再一手插穿茶深腹部令她重傷。最後還是因爲茶深引起的爆炸令蟲被壓死而變成缺憾者。
〈鱗〉
- 所屬：特別環境保護全事務局·中央本部；殲滅班
- 種類：特殊型
- 蟲：潮蟲

在眼底凃上了黑色油漆的少男。
喜歡在戰鬥時把敵人跟自己的行爲狀態用遊戲的形式說出來。蟲的樣子很像複數的分離型但是能任意變形。蟲的外貌就像一個圓盤，攻擊時圓盤就像飛碟一樣沖向敵人，可是能因瞬間就返回宿主身邊把圓盤打直當作盾牌使用。
蟲承受不了郭公全力的一擊而被擊倒，但蟲還沒死。接下來卻因防禦力大降而被茶深的蟲附身。回到特環，蟲失控。蟲在殺死魅車八重子前一刻被HARUYIKO連同保護魅車八重子局員的蟲一起被燒死。

#### 其他
一之黑亞梨子〈長槍使〉、〈睡美人〉
- 種類：同化型
- 蟲：摩爾福蝶

蟲之歌Bug的主角，繼承了死去朋友遺留下來的蟲，為1號指定附蟲者，<郭公>過去的任務對象以及拍擋。
蟲擁有多種能力，包括:領域支配、感知能力、鱗粉攻擊、和第三隻相同的轉生能力、以及令蟲「睡著」的能力，被大助評為有「完全能力」的蟲，
再尚未完全甦醒，且原本宿主「花城摩理」的夢想只剩下殘渣，其能力可發揮的只有極小部分，但僅用被封印的能力的一小部分就可以和各個一號指定匹敵，
由原本花城摩里人格控制時可以同時對抗郭公、瓢蟲、HARUKIYO。
在最終卷因摩里的人格完全消失而死亡，再得到亞梨子夢想又獲得了重生後和其完全同化，同化後可以創造出無數作為分身的小摩爾福蝶，
其分身也可以同化作為投射式武器，瀕臨成蟲化的戰鬥力能夠獨自對抗「暴食」和「不死的附蟲者」，因為身為由原始三隻創造的蟲，
卻有消滅身為其父母的原始三隻和終結附蟲者存在的世界的力量，被第三隻評價為「BUG」。
為了壓抑摩爾福蝶的成蟲化以及〈不死的附蟲者〉的蟲的成蟲化，令自己以及〈不死的附蟲者〉的蟲沈睡，2人也陷入沈睡狀態，
再沉睡前和郭公及HARUKIYO許下了未來再摩理和自己夢的延續中將自己喚醒的約定
陷入沉睡狀態後被中央本部收容並藏起來。
於本傳第12集中，被HARUKIYO喚醒，喚醒後與其發生激戰，並展顯出壓倒性的戰鬥力，將HARUKIYO擊倒。
由於害怕自己的重再度成蟲化，以及再次目睹附蟲者們全滅的悲劇而又陷入了沉睡，被「第三隻」注入了郭公的內心，見到了不應存在的郭公並和其戰鬥，
並和郭公說自己絕不醒來，除非郭公親自喚醒他，和郭公再次許下了「將自己喚醒」的約定。
其被認定為一號指定的並不是獵人或亞梨子，而是摩爾福蝶，因為在所有的蟲只有摩爾福蝶在被兩度消滅後可以靠轉移宿主而獲得重生的關係。
卡書亞·阿爾提尼斯
- 種類：同化型
- 蟲：不明

不論是出身資料、血型、父母、國家、還是自己的名子都不存在於記錄上，是外國的間諜，來到這個國家的目的是獲的圓桌會「不死」的研究資料，是最初的同化行附蟲者。
性格冷酷無情，但一旦跟對方產生感情就無法棄對方於不顧，因此被淚看中，因此受到淚的邀請，希望她可以放棄祖國給她的任務，加入他的家族，也因為這個原因，
令原本行屍走肉的卡書亞開始思考自己的夢想。
在到達廢船後，為了蒐集「不死」的研究資料，潛入深處，見到了和他來自同一個國家、瀕臨死亡的實驗體「亞里亞·瓦利」，見到對方即使在彌留之際依然渴望著回歸故鄉，
開始在心中描繪著自己未來的家人，令他下定決心，決定為了淚在這裡和「不死」的研究資料同歸於盡，沒想到這使他跟「亞里亞·瓦利」產生共鳴，被吞食夢想，
成為了最初的同化形附蟲者。
即使剛成為附蟲者卻沒有失控，反而馬上就掌握了自己的能力，其能力為將自己的身體分解，並在遠處再構成，同時令位於其移動路徑的物質處於沸騰狀態，
但由於沒完全掌握自己的能力，每使用一次能力，肉體都會產生缺損，但即使如此依然戰勝了α和迪歐雷斯托伊這兩個災難，可是卻無法戰勝當時「只擁有」不死能力的暴食，
最後因能力使用過度死亡。
在死前在自己的體內施打劇毒，成功封印了打算侵占他肉體的浸父。
〈織音〉（又譯〈猎户〉）
特環北中央支部局員，監視班所属屬的火種六號的附蟲者。
中意乡下的和平气氛，虽然原先是战斗班成员。
被阳子利用探查特环内部动向，后被阳子吃掉虫而成为缺陷者。
〈疫神〉
- 所屬：特別環境保護全事務局·中央本部
- 種類：特殊型

蟲有類似令物質腐坏的能力。
物質只要被其能力所釋放出的灰色鐮刀碰到就染上鐵銹並繼續崩解下去。能力跟冬螢相似但威力卻是天涯之別。也可以從鐮刀中伸出鏈條綁住對手在外傳初次出現並成功讓花城摩理的長槍染上鐵銹從而把長槍的威力減低一點，但仍然被對方擊倒。獅子堂戌子的學生之一。制伏暴走的郭公后因其造成的瓦礫壓傷昏迷。
〈四葉〉
- 所屬：特別環境保護全事務局·中央本部
- 種類：特殊型
- 蟲：四葉日本鋸鍬型蟲
- 夢想：用毒污染所有人

因蟲的力量擁有不同效果的拳擊，背後印有紅十字架的少女。拳頭分別能長出黑色和白色的煙霧，白色煙霧能做出治療的功用，而黑色拳頭則有劇毒。在外傳，能力可以化成球體，透過觸碰啓動能力。曾因失去重要的人而感到生命根本無價值而自暴自棄，最後被亞梨子感化。爲了施出劇毒之拳被郭公打斷肋骨，現時昏迷。獅子堂戌子的學生之一
吉原宗近〈櫻〉
- 所屬：特別環境保護全事務局·西中央支部·開發班
- 種類：特殊型
- 蟲：櫻花金龜
- 能力：控制物質的結構力
- 夢想：製造絕對不會被毀壞的東西

自稱是區區一個道具工，無興趣參與人類之間的戰爭。
只是把自己做出來的作品交給人類，沒興趣知道他們會用來做什麽。從不在意人們的感情，對於人們對死物的態度感到氣憤，認爲死物的價值甚至大過人類。
使用二十公分長的鐵槌。透過能力把物質分解再把它們從新組合，把結構力加之極限就形成櫻發明的最強金屬，珠鋼。本身極其厭惡自己什麽物質都可以分解破壞的能力（甚至到達一擊弄垮一座大廈的程度），覺得有違作爲道具工的身份。
她也是唯一一個能破壞珠鋼的附蟲者，可是能力本身沒有顯著的防禦能力和遠距離攻擊。在外傳用一擊把《強盜》能改變自身媒介的象鼻蟲擊碎。爲了創造適合同化型的具備熱量且硬度的金屬，當面挑戰HARUKIYO。粉碎對方立足點的同時，正面承受HARUKIYO足以致命的火焰。並把分解了的珠鋼打進火焰裏，吸收火焰裏的熱量，形成櫻最新最強的金屬。少數能正面接下郭公出盡全力時所發出的子彈，但是手也因此遭到撕裂。
〈帽商〉
- 所屬：特環‧西中央分部
- 號指定：火種六號
- 種類：分離型
- 蟲：黑色的線蟲

於00登場。
擁有偽裝成其他人的能力

### 蟲羽
立花利菜〈瓢蟲〉（聲優：生天目仁美）
- 所屬：蟲羽
- 號指定：火種十號（初成為附蟲者時）→火種一號
- 種類：分離型
- 蟲：七星瓢蟲〈七星〉
- 夢想：找到一個能讓自己感到幸福的容身之所

非常漂亮的一名少女，本身也擁有極高的領導能力和領袖魅力，在一年裏把本來是烏合之衆的蟲羽發展成一個極有效率且全國性的組織。然而本人卻致命地不了解蟲的本質和特性。
父親是權貴人士，但在背地裏持續對母親施加家庭暴力，並造成母親的早亡以及立花幼時的精神創傷，也是其夢想的根源。在成為附蟲者後第一件事便是向父親複仇，讓對方變成了植物人。
在不知道兩者為同一人的情況下，痛恨擊殺了無數蟲的郭公，卻戀上了掩飾身分監視自己的藥屋大助，值到最後才知道這個事實。之所以會戀上藥屋是因為對方在看到她的畫時所展露的神情讓她有知己的感覺。
戰鬥時主要依靠七星的衝力跟翅膀發出的衝擊波。
在成為附蟲者後將夢想埋藏於心底，並以創造附蟲者的容身之処作目標而努力，但這也令她變相放棄了自己真正的夢想，被郭公嘲笑為遷怒於環境。
因為這個原因再加上她的個人魅力，一直被單方面地依賴，真正讓感到她親近的人只有抱持同樣夢想的杏本詩歌和藥屋大助。
同樣因為這個原因，在相關人士之間被公認為一號指定中的最弱。最終更讓她在第一卷末以了解到自己敗了給自己的蟲為契機，夢想耗盡而成蟲化過身，死在已暴露身分的愛人懷中是她唯一的藉慰，在死在前把自己的夢想寄托給藥屋/郭公。
有獨自一人靜靜地作畫的習慣，擁有接近專業水平的作畫技巧，其代表作是幼時望向街道時的景色，雖然因為印象模糊而無法完成，卻讓藥屋和杏本在其中找到知己的感覺。其亦是讓藥屋展露出吸引到立花的神情的作品。
其死亡造成了蟲羽的大亂，值到杏本接過領導的職位並建立新秩序才平復下來。
雖然在第一卷時已經死亡，但其存在依然對後期的故事進程造成影嚮。
在小說第12集藉著模仿者的力量重生，但不堪過去將父親變成植物人的罪惡感和眾附蟲者強加在她身上的夢想和責任面臨精神崩潰，
在即將自滅之際被「第三隻」注入了郭公的內心，見到了不應存在的郭公並和其戰鬥，在郭公的激勵下重拾自我。
日比野一房〈百足〉（聲優：羽多野涉）
- 所屬：蟲羽
- 號指定：火種九號
- 種類：分離型
- 蟲：蜈蚣

蟲羽最初的成員之一。在00時，因未能控制蟲而被特環認為為危險人物受到追捕時，得到未成為附蟲者的利菜幫助，開始懂得運用蟲的力量。
雖然能力不強但戰鬥經驗挺多，能避開花城摩理的連串攻擊並把她引誘到利菜那邊。第一集成蟲化但最後沒有死掉，在第四集和蟬蟬都是跟迪歐雷斯托伊的碎片有反應的人。蟲恢復過來並逃出研究所，但最後蟲還是被霞王重傷死掉，偷出來的研究資料則由海老名夕交給郭公。
〈蜂天蛾〉
舊蟲羽西區首領。利用蜂蛾的長條形口器攻擊對手，被月姬打敗。
城谷怜司〈大鍬〉
- 所屬：蟲羽
- 號指定：估計為火種二～三號
- 種類：特殊型
- 蟲：大鍬
- 能力：以水蒸氣作媒介

因为与利菜的最后约定而留在诗歌的身边。被浸父认定“为了守护王而诞生的”。
潜意识中为没能挽救利菜的死而后悔。此情感曾一度被茶深植虫，但在因诗歌被抓走而了解约定真正含义后成功脱出。
蟲羽幹部。能力在蟲羽裏算是手屈一指。
能力透過把領域裏的水蒸汽冷卻，再透過使空氣中的水粒子震動產生熱能觸發水蒸氣爆炸。或者從而產生衝擊波。也可以把水蒸汽集中在一點用來防禦。
跟彼方實力不相上下，在被彼方的蟲咬斷右手手臂的情況下，用左手使出蒸汽爆炸炸裂了蟲的一個頭。本來都被茶深植入了蟲但比彼方更快脫出蟲的影響。最後因自身能力的關係成功帶著冬螢避過爆炸離開樂園。
杉都纏〈小燭〉
蟲羽幹部。杉都綾的姐姐。能夠將吞進去的固體與自己的身體融合， 需要時再依原本的分子結構重新再生。
梶取洋壹〈褐天牛〉
蟲羽幹部。舊四名分區首領之一
高鍬稔〈波江〉
- 所屬：特環東中央支部→蟲羽
- 號指定：火種三號（0卷時）→火種五號
- 蟲：波江白蝶
- 夢想：想要保護這個國家

蟲羽幹部。前東中央分部支部長—高鍬雷的親女兒。
能發出白色的火焰。
宗方槐路
丁屋貳兵衛

### 第三組織（HARUKIYO軍）
世果埜春祈代〈HARUKIYO〉
- 所屬：HARUKIYO軍/特別環境保護全事務局·中央本部殲滅班
- 號指定：異種一號
- 種類：特殊型
- 蟲：大王虎甲蟲
- 夢想：想要接受懲罰

HARUKIYO組織的首領，另屬特別環境保全事務局殲滅班，但不常執行任務，意圖和目的不明，對一號指定者有興趣。但自稱一定會遵守自己的原則。行爲雖難以理解但絕非無意義。喜歡玩轉蛋。
蟲是具有火焰力量的大王虎甲蟲，實力似乎勝過郭公，能一擊把鱗跟數名高級局員的蟲氣化，在外傳裏與櫻戰鬥時差不多把整個馬路都融化了，甚至有能力在海面上直接阻止摩爾福蝶的成蟲化。曾在青播磨島與〈第三隻〉相遇並把整個島燒毀了，事後並在中央本部與〈郭公〉發生一場戰鬥，對於郭公全力所發出的火焰子彈完全不受影響。速度與實力都在〈郭公〉之上。
對花城摩理有特殊的感情，認為她是會將不斷為身邊的人帶來不幸的自己殺死的人，對她的死感到惋惜。
曾和大助見面，但當時對方貌似不知道春祈代作為HARUKIYO的另一身份。
在本傳出場時性格和在外傳出場時的性格有些不同。
在外傳中，唯一對亞梨子說出自己的夢想，並稱這是他第一次也是最後一次說自己的夢想給別人聼。他本身也因亞梨子的請求，決定暫時留下來看到最後。夢想希望被自己還要強大的人不抱著任何感情，像踩扁路邊螻蟻般殺掉他，並把這當成是在懲罰自己。在本傳的綳帶服裝，好像是亞梨子他們為他設計的，以便他活動時不會被特環發覺。
於本傳第12集中喚醒睡美人，並發生激戰，被睡美人以壓倒性的戰力擊敗。
在小說第十四集受到「C」的精神攻擊，見到了過去因他而死去的人們，再不堪罪惡感的情況下瀕臨成蟲化，在即將自滅之際被「第三隻」注入了郭公的內心，
見到了不應存在的郭公並和其戰鬥，在郭公的激勵下重拾自我，同時也解除了郭公再成為缺陷者前的成蟲化。
久瀨崎梅〈UME〉
- 所屬：HARUKIYO軍/特別環境保護全事務局·中央本部殲滅班
- 號指定：不明
- 種類：分離型
- 蟲：鏡蟲

至今仍然分不清楚究竟是男生還是女生。
蟲有一個大鏡子在腹部上，只要攻擊是正面面對著蟲身上的鏡子，攻擊就會被融入鏡子在反彈回對手，反彈沒有極限。:即使是一號指定附蟲者的攻擊也能瞬間反射。但前提是鏡子一定要照到對方身影，並且鏡子的表面是潔淨的，反射才能生效。説話跟HARUKIYO一樣耐人尋味。就算在各個一號指定
曾在第四部中向大助招安，被拒绝。
在本作中，是少數在各個一號指定者的面前仍舊表現從容的附蟲者，但在目睹從沉睡中醒來的睡美人壓倒性的戰鬥力後隨即崩潰癱倒在地。
榊遙香
復製別的附蟲者的能力，但不能完全複製被她強的附蟲者的能力。
金成洋一

### 茶深
菰之村茶深〈梟〉〈紅蜂使〉
- 所屬：特別環境保護全事務局·西南分部
- 號指定：異種十號
- 種類：特殊型
- 蟲：女王蜂

可以把自己的虫植根于对象人物发生动摇时出现的内心空隙中，令隐藏在对象内心中的最强烈感情不断膨胀，超过容许范围的感情时将会夺走本人的理性。被感情增幅后的对象往往本身虫的能力会有极大程度的提高。
渴望抵达附虫者的中心，然后把所有的一切都据为己有。本身想要终结附虫者的战斗。
鮎川千晴
- 所屬：茶深一派

被评价为（包括自己认为）是个十足的恋弟狂。
本名為藥屋千晴，為菰之村茶深的任務指定監視對象，曾失去12歲以前的記憶(現年為17)，在小說第四集末逐漸恢復，為大助失散多年的姊姊。
曾在被亚里亚·瓦利附身的情况下与暴食对战，并在战斗中被迫将大助变为附虫者，并失去此前（12岁前）所有记忆。因此希望大助可以以此杀死她，但最后却得到大助的原谅，并以此成功战胜暴食的诱惑。
在恢復記憶後与茶深一派寻找第三只的踪迹。
在第三只到过的地方，可以感知它的气息
在小說第12集重新成為「第三隻」，打算藉由第三隻的力量將成為缺陷者的郭公喚醒，但由於郭公抗拒著甦醒於是將他的心取出來，
經過茶深的考慮後決定將郭公的心和其他一號指定同化，以此將郭公喚醒。
杉都綾〈琉璃〉
- 所屬：茶深一派＆蟲羽
- 號指定：火種八號，後因茶深能力的副作用而有火種二號至三號的實力
- 種類：分離型
- 蟲：步行蟲

把吞下去的金屬或者塑料重新分解加溫，在從口器以棒子的形色伸出貫穿對手，有時甚至能把高溫棒子射出來，或用高溫氣體把對手氣化。
〈木葉〉
- 所屬：特别环境保全事务局·中央本部；战斗班&蟲羽
- 號指定：火种四号（祕种二號）
- 虫：叶虫
- 種類：分离型
- 能力：超远距离侦查、隐身

虫可以利用获得的视觉信息通过改变光的折射率实现的迷彩化，因此可以在各种条件下索敌、追踪，但本身移动能力极缓慢。
虫可以将视觉信息数字化并传入木叶本人的防风镜中
木叶本人则经过长期读唇术训练拥有将所读出来的话语通过虫转换为声音的能力。
因被茶深的虫附身而使能力强化到能被指定为秘种。被茶深刺激的感情是「愤怒」。能力進化后，啓動無限形態，就算是鏡子或人的瞳孔反射的影像都能察覺，探索範圍也加大了好幾倍，達到幾十公里。連失蹤了好幾天的郭公都被她一瞬間發現。
〈宵〉
原是一隻流浪貓，被〈梟〉收留後成為其手下。
白樫 初季〈鴉〉
- 所屬：特別環境保護全事務局·中央本部→茶深一派
- 號指定：無指定
- 種類：同化型
- 蟲：鴉蜻蜓
- 夢想：いつまでも、この島にいたい

露西
- 所屬：蟲羽→茶深一派＆蟲羽
- 種類：特殊型

曾為舊蟲羽分區首領。在找到應做的事時決定幫忙茶深，以及新蟲羽的參謀。
有強大的情報網

### 原始三隻
愛兒比歐蕾妮〈暴食〉（聲優：齋賀光希）
原始三隻其中之一。會吃掉人類的夢想並生產出分離型的附蟲者。
曾經是一名名為愛兒比歐蕾妮、飽嘗飢餓之苦的人類，對進食有瘋狂執著甚至喪失自我，因此被圓桌會相中，
在被圓桌會捉住後不斷刺激其食慾和饑餓感覺醒能夠干涉他人、生出「不完全的蟲」的能力
在魅車幫助下越獄後襲擊了一玖皇嵩令其不斷看見自己肉體腐敗、死去幻覺並萌發了「不死」的夢想。
最後因緣際會下和一玖皇嵩、α相遇，以此為契機理解了自己的夢想永遠無法實現後，
與一玖皇嵩、α以及廢船上部分實驗體等懷抱著【理所當然卻無法實現】夢想存在產生共鳴，
並通過α力量慛化與廢船上所有擁有相同本質實驗體同化，並以「愛兒比歐蕾妮」這人物為核心，
成為原始三隻之一的暴食並給予一玖皇嵩和自己不死的力量。
曾經將〈郭公〉打敗。
能力是可以使用所有分離型附蟲者的力量，也因此代表只要分離型附蟲者存在就會間接延續愛兒的性命。亞里亞所說，應該是原始三隻中戰鬥能力最強的，並且有無法消滅的原因(推測因為有不死的附蟲者的存在)。
詩歌的力量可以說是她最大的護身符。
迪歐雷斯托伊〈浸父〉
原始三隻其中之一。會吃掉人類的夢想並生產出特殊型的附蟲者，外表是一個神父。喜歡在同一地點多次出現。喜歡將夢想扭曲後才吃。
本體已被中央本部捕獲來做實驗。
曾經是一名名為迪歐雷斯托伊的人類，生長於充滿戰亂與死亡的貧民窟同時是獨裁者的私生子，希望消去世上所有的腐臭並得到安寧，
最後因獨裁者的孩子全因內鬥身亡成為了繼承者，在看見獨裁者後深信殺戮和死亡便是得到安寧與清淨的解答，因此夢想成為王者，
擅長鼓吹和煽動群眾內鬥同時另存活下來的人將自己視為救世主，並以悼念死者之名成立「教會」，
漸漸的國家充滿名為教會的墓碑，由於瘋狂的殺戮另獨裁者心生畏懼，於是借用圓桌會的力量剷除，
被圓桌會給予極度痛苦的拷問，但每次的以對成為王的執著活了下來，
加上魅車一次又一次的刺激他的夢想和執著將他從死亡的深淵喚醒覺醒了干涉他人、生出「不完全的蟲」的能力，
最後經由α力量慛化與廢船上所有擁有相同本質實驗體同化並以「迪歐雷斯托伊」這人物為核心，
成為原始三隻之一的「浸父」
同時也是在所有原始三隻中，唯一一個保有人類食的人格的人。
在第5集中，得知迪歐雷斯托伊只要擁有媒介，就可以將自身的軀體分成好幾個，所以於第二集擊敗的是最後的碎片，但因中央本部的實驗令迪歐雷斯托伊生出新的碎片。可以在同時吞噬無數的夢想，碎片吃掉的夢想會變成碎片的血肉，並且變成遠方本體的血肉。只要有適合的容器，就可以增強力量吞噬一定範圍内的夢想。
亞里亞·瓦利〈第三隻〉
原始三隻其中之一。會吃掉人類的夢想並生產出同化型的附蟲者，沒有固定外表，沒有固定性格，是寄生於人類身體裡，以接近美味夢想的人，當吃掉夢想時，亞里亞·瓦利被會變成蛹，再次進入夢的世界，而宿主也是因此而失去記憶，當被吃掉夢想時的人，不論有任何重傷，也可以經由重新而治療好。儘管如此，亦曾經出現過以同一個人的身分（「老師」）吃了至少兩個人的夢想的情况（白樫初季和花城摩理），「老師」亦是讓大助等人知道愛兒的確切能力的最初的情報來源（「老師」→花城摩理→大助）。
能力是同化，衍生出能與空間同化並使其崩壞的能力，但因為本來就不是拿來攻擊的能力，所以會對宿主的身體造成傷害甚至死亡，自稱是原始三隻中戰鬥能力最弱的，被亞里亞·瓦利變成附蟲者的人，會與蟲變成一心同體，也因此身體機能會受到改變重生，但如果在已生病的情況前提下，可能就沒辦法。同化型附蟲者都擁有超強的力量這點，據亞里亞所言，應該只是個巧合。

### 其他

#### 附蟲者
津村蜜樹
- 所屬：無所屬
- 種類：分離型

与小学五年级时的大助曾成为朋友，但原因只是为了弥补自己的弱小。后被暴食变成附虫者后便离开大助。
因为突然获得力量而想破坏学校，被药屋千晴杀死虫而成为缺陷者。
圓藤緒里
- 所屬：無所屬
- 號指定：火種五號
- 種類：分離型
- 蟲：兵蟻〈碧兵〉

鹽原鯱人
- 所屬：無所屬
- 號指定：訓練後具有火種一至三號實力
- 種類：特殊型
- 蟲：紅蜻蜓
- 能力：質量增幅・減衰

狮子堂戌子最后的一位弟子。在此之前为逃避自己的梦想一直作为普通学生而存在并导致忘记梦想和“疼痛”的感觉，人格也遭到破坏。
在戌子的特训下附虫者的实力不断的上升，并在训练过程中恢复对自己梦想的记忆和痛觉。
因自己负面梦想的缘故对疼痛抱有极大的恐惧感，后在戌子的指导下战胜这一感觉并通过戌子的测试，成为新狂战士。
有与戌子相似的感知能力。能自由分配領域範圍内所有物質的質量，包括加在其身上；或把自身質量分散在其他東西身上。從每一個物質上都會飛出一只紅蜻蜓，代表著那物質的質量，透過飛進或飛出物質來增加或減小質量。從而可以瞬間加速好幾倍，漂浮在空中，減速著地，和加強自身防禦跟攻擊能力。達到一棍擊向浸父最強碎片並把它一舉從大廈天台打進地下，做成一個深達數十尺的深坑，連地下水管都全數破爛的地步。
现正在追杀浸父碎片的途中。
南風森愛戀〈紀錄者〉
- 種類：非附蟲者→分離型
- 蟲：盖星蟋蟀
- 能力：電波
- 夢想：“一直想知道所谓的‘真相’，到底是什么……”

自称“真正的记者”。曾因将学生所隐藏的一切事情都打探出来的杰出记者能力而被称为“魔王”，因此遭周围同学冷淡对待。因自己的“魔王”论调而使自己没有朋友。
虫的能力是利用周围的天线或类似物体在一定范围内传播电波，借此将信息传送到各地。
学校报道部部长，使因特环任务而转校的有夏月半強制入部，与有夏月共同调查“魔王”相关事件。主张附虫者是可怕的怪物这一观点是错误的，并为此想要把自己探求到的虫的真相告知世界。
在有夏月刚到学校之时便发觉其是附虫者和隶属于特环的事实。
以记者的敏锐感觉预测附虫者的下一次大战为期不远。
以自己叫出暴食把自己变成附虫者的方式将魔王引出来，有夏月和北中央分部相关人员一起战胜了魔王。
后在将虫的真相告知世界开始时，虫被SHERA（紫介）杀害，本人身受重伤，在有夏月努力下伤势好转并成为缺陷者。
田央萌萌〈變電所的附蟲者〉〈簽字筆使〉
- 種類：同化型
- 蟲：七色吉丁虫
- 能力：以自己的血液為媒介畫出各色的"羽蛇神頭"，再發動其能力
- 夢想：“自分の芸術で世界中を埋め尽くして世界征服する

在大助到来前一个月由于好友"烏賊"成為亞里亞·瓦利，被其吞食夢想後成为附虫者。因为本身能力过于强大，而自身没有控制如此巨大力量的能力，并有可能会被反噬的缘故，被阳子以“羽蛇神头”图腾隐藏附虫者身份，并以强烈的暗示使其忘记自己是附虫者的事实，从而封印住她的虫。被知情者稱為「絕不該誕生的附蟲者」，因其注定要毀滅。
在初次见面“药屋大助”(实为殲滅班的墓守)时就喜欢上对方，在紫介以老师的身份指点下发现自己的感情。当紫介依靠抹杀“羽蛇神头”圖騰逼迫“消失的附虫者”（即萌萌自己）现身，在抹去最后一个标记时解开封印。
因阻挠自己与“药屋大助”见面，与前来歼灭的特环局员在废弃的變電所大战，并全灭对方，包括接着前来的紫介（未阵亡），最终知道紫介即为自己的老师而及時挽回紫介的性命。
后与真正的药屋大助为了各自的想见的人而展开了激烈的战斗，双方以平手收场，与药屋大助了解对方梦想并开始向前行动。
在见到了自己喜欢的人后双方在火焰中相拥而死。
畫出的羽蛇神頭中，曾使用過的顏色有：淡藍色（能將被光芒照射的蟲淨化=消滅），白色（消去攻擊），黑色（吞噬物質，未使用），金盞花色（療癒傷口），信號紅=洋紅色（燃起火燄）。
小白
- 種類：特殊型

鬼道司〈溫柔的魔法師〉
- 能力:和他人交換記憶或感覺
- 種類：分離型
- 蟲：幽靈蜘蛛
- 夢想："我希望即使是像我這樣的人也能——也能幫助其他的人就好了……"

小時候離家出走，成為小偷集團的成員，在小巷中救了迷路了，小時候的赤瀨川七那，后來遇見暴食，成為附蟲者。
及后不斷使用感官交換的方式幫助他人，也經常被特環盯上。
一直追查操縱以往所屬小偷集團的人，並將之殺死，及後發現該人為七那的爺爺。
曾經在殺死七那的爺爺前遇上過「獵人」，被認為是某種的「不死」，但正確的分析能力後連興趣也沒有。
臨死前遇上一之黑亞梨子，並以「記憶交換」的方式告知其一生。
α〈最初的附蟲者〉
- 能力：操縱眼球分身發出攻擊性的光線

非原始三隻所變成的附蟲者，而是誕生之時就是附蟲者。
比原始三隻更早誕生。
薩札比
- 種類：特殊型
- 能力：以黃金作為媒介

圓桌會的拍賣會主持人。
克莉絲蒂
- 種類：特殊型
- 能力：以黑暗作爲媒介

圓桌會的拍賣會懲罰人。
洛可
- 種類：分離型
- 蟲：日本棘竹節蟲
- 夢想：希望有更多笑容誕生

於00登場。

#### 普通人
砂小坂純
長谷川美樹
海老名夕
佐藤陽子
魅车八重子孩提时代心理治疗记录持有者，称八重子“企图把这个国家变成箱庭的最终形态”，受八重子影响极深，因年幼时看到魅车八重子渴望控制世界的内心，产生了自认为是恐惧实为羡慕的心理。
原只是一个比普通人更能读懂别人的感情的人，后借寄生在自己（但不属于自己）的虫逐渐开始其野心之路。
身边虫洛奇是本体基尼斯的其中一种存在形式。另，基尼斯和洛奇的名字，是阳子为它们起的。
因原宿主常年昏迷，意识不明，无法啃食梦想，虫可以以啃食其他虫的方式获取营养。在被吞进棺柩中的虫被完全消化之前，捕获虫的地方会因被捕虫的能力泄露而产生“灵域”。
渴望杀死所有附虫者，以及八重子。
自称是“勇者”，实则是真正的“魔王”，自己口中的“魔王”是指八重子。所寄生虫的成虫化被有夏月和北中央分部相关人员成功阻止。
曾被暴食称梦想不和她的胃口，但却吸引来了浸父，并因此邂逅𩾇人。
自己被茶深以避免轻举妄动惹出新战斗为由将女王蜂的一部分植入其体内，被茶深刺激的感情是“恐惧”。
五十里野綺羅理（又译<五十里野光>）
在大助和“大助”逃亡时遇见的便利屋店长。
不是附虫者，由于“温柔的魔法师”开始与附虫者产生联系，与虫羽有关系，经常帮助附虫者，后来附虫者也开始主动开始找他。
因拒不透露“温柔的魔法师”去向被赤濑川七那认为是背叛而记恨在心，在赤濑川财团的阻挠下无法从初中毕业，也无法就业。事实是“温柔的魔法师”拜托她不要告诉七那自己的行踪，以及自己是杀害七那父亲的真凶和导致七那陷入继承遗产的生命危机的直接责任人，害怕七那知道有人代替自己而死后会陷入自责。
在“温柔的魔法师”指导下熟悉各种违法手段并曾借偷窃维持过一段时间生活
在土师圭吾的帮助下，以赤濑川财团无法阻止的的手段开了便利屋KIRARI。
被土师圭吾拜托若是遇见大助就尽力帮助他。
与签字笔使的出现有一定的关系。
烏賊
田央萌萌的朋友，亦為將萌萌變成附蟲者的人。
赤瀨川七那
赤瀨川財團會長。
在陷入继承遗产的生命危机时受到“温柔的魔法师”帮助，尊敬“温柔的魔法师”。认为小光（綺羅理）拒不透露“温柔的魔法师”去向是背叛而记恨在心，阻挠其生活。与其朋友关系处于若即若离状态。
同样关注附虫者。
三島萬
於00登場。利菜的家庭教師。
於正傳為赤瀨川七那的秘書，十分珍惜利菜所送的熊布偶。

## 用語

### 蟲
外貌與昆蟲相似，寄生於人類身上，在給予宿主超能力的同時也以掠食宿主的夢想來成長。

### 附蟲者
指被蟲所寄生之人，大都為少年少女。

### 缺陷者
指蟲被殺害的附蟲者，當蟲被殺害時將會成為喪失感情宛如活人偶般的狀態。會依照他人的命令而行動，基本上成為缺陷者後是無法取回失去感情的。但<冬螢>為例外，冬螢為唯一在正常狀況下從缺陷者復甦的附蟲者。另外<蟬蟬>與<百足>也曾透過迪歐雷斯托伊的碎片變回有意識的附蟲者，但隨即又被打成缺陷者。

### 成蟲化
當蟲將宿主的夢想啃食殆盡時，則會脫離宿主的控制，其力量與體型都增大且會四處進行破壞，而夢想被啃食殆盡的宿主將會死亡。

### 亞成蟲化
附蟲者的意識讓蟲一時間接近成蟲化的能力。能力會急增。解除時需要一定程度的力量壓制。體力的消耗十分快，維持時間十分短。
現在擁有這種能力的附蟲者只有<月姬>。

### 附蟲者分類
| 名稱 | 說明                                                                    |
| ---- | ----------------------------------------------------------------------- |
| 火種 | 純粹戰鬥能力相當優秀的附蟲者。                                          |
| 異種 | 擁有某種特殊能力的附蟲者。                                              |
| 秘種 | 因為某些特殊原因，而擁有重要性或隱匿性的附蟲者。                        |
| 超種 | 目前只有吞噬浸父和正圖謀融合原始三隻的C擁有此稱號，判定意義和方法不明。 |

### 附蟲者種類
| 名稱   | 說明 |
| ------ | --- |
| 分離型 | 由被暴食所啃食夢想所誕生的附蟲者皆屬於這類型。 由於暴食對食物並不挑剔，會以帶着墨鏡的成熟女性的形象隨意詢問他人的夢想，所以是數量最多最常見的附蟲者。 大多數分類為火種，蟲具有實體，當蟲發動能力時與宿主是分離狀態，能力種類眾多且其中有操作複數的蟲之情形。 部份類型擁有可以騎在蟲上進行飛行、跳躍、奔馳等移動手段，取決於蟲的大小和形態。 |
| 特殊型 | 由被浸父所啃食夢想所誕生的附蟲者皆屬於這類型。 由於浸父喜好營造出不幸的背景去扭曲該人的夢想，該類型的附蟲者其性格怪異、神經質、說話奇特佔較多數 蟲沒有實體，基本上需要媒介來構成蟲的本體才能操作蟲。 特殊型附蟲者自然‧精神系能力類型較為多數，因此特殊型附蟲者有不少被分類為異種。 在一定範圍的領域內可將能力發揮到最大效果，且也有依能力特性使用其他媒介擴大攻擊領域範圍之情形，此外比較特殊能力類型的蟲則擁有創造隔離空間的能力。 通常物理攻擊手段是無法將特殊型附蟲者變成缺陷者的。 |
| 同化型 | 由被第三隻所啃食夢想所誕生的附蟲者皆屬於這類型。 由於第三隻沒有實體也沒有自己的意志，只會寄生在擁有強烈夢想的人身邊的人身上，讓宿主自主吸食，所以是數量最稀少最罕見的附蟲者，也因為只有最強烈的夢想才能吸引到它，同化型的附蟲者大多特別強大。 蟲具有實體但通常需要與物品同化才能發揮能力，同化時身體的部份或是全身也會與蟲同化。 因為同化關係可使肉體能力大幅提高，其身體強度、力量、速度等都明顯提升。                                                                                |

### 號指定
- 依照附蟲者的能力、危險性、破壞力、戰鬥能力等綜合評估，劃分為成一號到十號等十個等級。
- 無指定附蟲者：包括剛被特環發現還無法評定階級、未被特環發現的附蟲者、其能力不構成立即性危險和傷害等上述情況之一時皆會被特環列為無指定。
- 一號指定：與其他號指定不同，並非只有強大才會被列入一號指定，其一號指定為象徵『不死』意義之存在。

| 號     | 人物 |
| ------ | --- |
| 一號   | 郭公（藥屋大助） 冬螢/飛雪（杏本詩歌） 瓢蟲（立花利菜） HARUKIYO（世果埜春祈代） 獵人/長槍使（花城摩理/一之黑亞梨子）(不死性象徵為更換宿主的蟲) C（堀内愛理衣） |
| 二號   | 月姫/蜉蝣（緒方有夏月） 青斑（獅子堂戌子） 鹽原鯱人 紫介 |
| 三號   | 火巫女（土師千莉） 霞王（御嶽安妮莉婕） 寧寧（夜森寧子） 波江（高鍬みのり） 大鍬（城谷怜司） 彼方                                                               |
| 四號   | 小源（狗狸坂香魚遊） |
| 五號   | 蟬蟬（堀崎梓） 圓藤緒里 木葉 |
| 六號   | 兜（大蔵倭） 八角 |
| 七號   | |
| 八號   | 杉都綾 |
| 九號   | 百足（日日野一房） |
| 十號   | 梟（菰之村茶深） |
| 無指定 | 鴉（白樫初季） |

## 小說

### 本傳
| 日文 | 日文                   | 日文           | 中文                        | 中文                | 中文           | 封面                  |
| 標題 | ISBN                   | 初版發行       | 標題                        | ISBN                | 初版發行       | 封面                  |
| ---- | ---------------------- | -------------- | --------------------------- | ------------------- | -------------- | --------------------- |
|      | ISBN 978-4-04-428802-0 | 2003年5月1日   | 蟲之歌 01.乘夢的螢火蟲      | ISBN 978-9861742366 | 2006年12月29日 | 杏本 詩歌             |
|      | ISBN 978-4-04-428804-4 | 2003年11月1日  | 蟲之歌 02.喚夢的火蛾        | ISBN 978-9861743073 | 2007年3月20日  | 土師 千莉             |
|      | ISBN 978-4-04-428805-1 | 2004年5月1日   | 蟲之歌 03.翱翔的夢之翼      | ISBN 978-9861743912 | 2007年6月29日  | 白樫 初季             |
|      | ISBN 978-4-04-428807-5 | 2004年10月1日  | 蟲之歌 04.燃夢的樂園        | ISBN 978-9861745657 | 2007年12月29日 | 菰之村 茶深           |
|      | ISBN 978-4-04-428810-5 | 2005年7月1日   | 蟲之歌 05.在夢中流浪的蛹    | ISBN 978-9861747330 | 2008年6月17日  | 鮎川 千晴             |
|      | ISBN 978-4-04-428812-9 | 2005年12月28日 | 蟲之歌 06.引夢的旅人        | ISBN 978-9861749433 | 2008年12月6日  | 獅子堂 戌子           |
|      | ISBN 978-4-04-428813-6 | 2006年6月1日   | 蟲之歌 07.玩弄夢想的魔王    | ISBN 978-9862370612 | 2009年4月25日  | 南風森 愛戀           |
|      | ISBN 978-4-04-428815-0 | 2007年3月1日   | 蟲之歌 08.夢想蓬勃的刻印    | ISBN 978-9862374078 | 2009年12月16日 | 田央 萌萌             |
|      | ISBN 978-4-04-428817-4 | 2007年7月1日   | 蟲之歌 09.贖夢的魔法使      | ISBN 978-9862378731 | 2010年10月7日  | 赤瀨川 七那           |
|      | ISBN 978-4-04-428823-5 | 2010年5月1日   | 蟲之歌 10.虛構夢想的聖者    | ISBN 978-9862872840 | 2011年9月3日   | 喜多澤 環 南金山 叶音 |
|      | ISBN 978-4-04-428824-2 | 2011年3月1日   | 蟲之歌 11.毀滅夢想的預言    | ISBN 978-9862873885 | 2011年11月15日 | 藥屋 大助             |
|      | ISBN 978-4-04-100353-4 | 2012年7月1日   | 蟲之歌 12.夢想覺醒的迷宮 上 | ISBN 978-9863252566 | 2013年4月3日   | 一之黑 亞梨子         |
|      | ISBN 978-4-04-100493-7 | 2012年10月1日  | 蟲之歌 13.夢想覺醒的迷宮 下 | ISBN 978-9863255857 | 2013年9月20日  | 堀內 愛理衣           |
|      | ISBN 978-4-04-101196-6 | 2014年2月1日   | 蟲之歌 14.歌頌夢想的蟲群 上 | ISBN 978-9863662136 | 2014年11月20日 |                       |
|      | ISBN 978-4-04-101443-1 | 2014年5月1日   | 蟲之歌 15.歌頌夢想的蟲群 下 | ISBN 978-9863666981 | 2015年9月17日  |                       |

### 前傳
| 日文 | 日文                   | 日文         | 中文                 | 中文                | 中文          | 封面      |
| 標題 | ISBN                   | 初版發行     | 標題                 | ISBN                | 初版發行      | 封面      |
| ---- | ---------------------- | ------------ | -------------------- | ------------------- | ------------- | --------- |
|      | ISBN 978-4-04-428818-1 | 2007年9月1日 | 蟲之歌 00.夢想的開端 | ISBN 978-9862870136 | 2011年1月13日 | 立花 利菜 |

### 其他（外傳）
《蟲之歌bug》屬於短篇作，時間設定是在本篇蟲之歌數年前所發生的事情。在好友花城摩理去世後，一之黑亞梨子面前出現了一隻與她如影隨形的銀色摩爾福蝶，在與監視她的特別環境保全事務局的＂郭公＂一同生活下，一起追尋著死去好友的真正夢想。

#### 登場人物

##### 主要人物
一之黑亞梨子〈長槍型〉（聲優（廣播劇：水樹奈奈）
霍露斯聖城學園國中部二年級生。因為遵從老家的傳統，自幼便被灌輸各種武術訓練，是個武鬥派大小姐。
自從摯友花城摩理去世後，她的蟲摩爾福蝶(又稱夢幻月光蝶)便跟在亞梨子身邊。遇到和附蟲者有關的危險時,蟲會和棒狀物體同化而變成銀槍來保護亞梨子,甚至被摩理的人格蓋過。在“播本潤事件”中與大助相遇。因為被摩理的蟲依附,所以也被特環監視。並和同居的監視者藥屋大助一起尋找摩理的夢想。
花城摩理（聲優（廣播劇：小清水亜美）
亞梨子的好友,一年前因病逝世。其真實身份為同化型的附蟲者,蟲為銀色的摩爾福蝶(又稱夢幻月光蝶)，可以和棒狀物體同化成為银槍,並利用银槍的刀刃進行直接物理攻擊，或釋放出鳞粉來進行中遠距離攻擊及區域支配，還有感知附蟲者的接近而進行警告的能力。雖然精神消耗劇烈，但可借鳞粉抑制其他蟲的能力。身體和蟲的同化速度比郭公還要快，所以生前被‘老师’親口稱讚為“天才”。
由於對自己的病接近死亡而感到绝望，所以其他蟲對她的精神攻擊完全無效。因為從‘老师’那裡得知許多關於附蟲者的情報，所以為了和‘不死’的附蟲者見面而獵殺其他的附蟲者(稱為“狩獵”),並被稱為“獵人”。雖然平日由於患病的緣故而只能呆在病房，但到了晚上‘狩獵’時會和蟲同化，大幅提高身體能力。死後不知為何把蟲留給亞梨子,在亞梨子遇到和附蟲者有關的危險時,自身的人格會蓋過亞梨子的人格,變成“花城摩理”。
藥屋大助〈郭公〉（聲優：淺沼晉太郎）

##### 霍露斯聖城學園國中部
西園寺恵那
亞梨子的的同班同學兼好友,自從被捲入某件附蟲者的事件後,便很討厭附蟲者。對大助很熱心
九條多賀子
亞梨子的好友。
御嶽安妮莉婕〈霞王〉（聲優：井上麻里奈）
- 所屬：特別環境保護全事務局·中央本部
- 種類: 特殊型
- 號指定：無指定

宇野乃居〈茅蜩〉
- 所屬：特別環境保護全事務局·中央本部
- 種類: 特殊型
- 蟲：日本暮蟬

中央本部派到學校的監察亞梨子的監察員
播本 潤
多賀子的青梅足馬

##### 特別環境保全事務局
魅車　八重子
夜森寧子〈寧寧〉
- 所屬：無→特環
- 種類: 特殊型
- 蟲：螽蟴
- 能力：復原能力
- 夢想：到更大更寬廣的地方唱歌

於赤牧市的大型摩天輪捕獲的附蟲者。
〈美美〉
- 所屬：特環東中央情報班
- 種類: 特殊型

伊砂 姬子
- 所屬：無→特環
- 種類: 特殊型
- 蟲：馬陸
- 能力：恐懼增幅

於黑菱市水上主題樂園「lupy」捕獲的附蟲者。於20話參加〈青斑〉的訓練活動。
狗狸坂香魚遊〈小源〉（聲優：中原麻衣）
- 所屬：特環
- 種類: 特殊型
- 蟲：龍蝨
- 能力：挖掘蟲的記憶

日下部倫花
- 所屬：特環
- 蟲：日本鉤蛾
- 能力：吸收水份

吉原 宗近〈櫻〉
- 所屬：特別環境保護全事務局·中央本部特殊班
- 種類: 分離型

堀內愛理衣〈C〉（聲優：野中藍）
- 所屬：無→特環
- 種類: 特殊型

蟲：白鳳蝶
能力：媒介是電流，操縱電子資訊。
於黑菱市捕獲的附蟲者。於20話參加〈青斑〉的訓練活動。
〈空架〉
- 所屬：特別環境保護全事務局·中央本部特殊班
- 種類: 分離型
- 蟲：粗切葉蜂
- 能力：在空中留下光之軌跡，並能沿著軌跡滑行。

裕子
- 所屬：蟲羽→特環
- 種類: 特殊型
- 蟲：剪蟖
- 能力：於溫度的高低中轉移

〈厄神〉
- 所屬：特環
- 種類: 特殊型
- 能力:灰色鎖鏈

與姬子、愛理衣同期的訓練生。於20話參加〈青斑〉的訓練活動。

##### 其他附蟲者
HARUKIYO
- 種類: 特殊型
- 蟲：大王虎甲蟲
- 能力：操縱火焰

Rina（〈被實驗體2587號〉，リナ / “被検体2587号”）
- 所屬：特環實驗體→蟲羽
- 蟲：七星飄蟲
- 夢想創造一個附蟲者的容身之處

〈秋〉
- 所屬：特環→蟲羽
- 號指定：火種五號
- 種類: 分離型
- 蟲：金花蟲

羽瀬川祈梨
- 所屬：無
- 種類: 特殊型
- 蟲：花蛛
- 能力：擬態食人花
- 成為外交官，回到得到目標的異國館

艾米利亞女學院的學生，家中為醫生世家。
冬木湊
- 所屬：無

麗煌&煌羅
- 所屬：大型遊輪「天鳥」的拍賣會商品→被特環收容
- 種類: 分離型
- 蟲：長臂螳螂

雙胞胎姊妹。麗羅是姐姐，煌羅是妹妹。表面上是姊妹一齊才能召出蟲，是分別操縱一隻一模一樣的蟲的附蟲者，實際上妹妹是能操縱兩隻附蟲者，姐姐是普通人。
基德
特殊型
以二氧代碳作媒介，製作乾冰攻擊
強盜
鬼道司〈溫柔的魔法師〉
- 所屬：無
- 種類: 分離型
- 蟲：幽靈蜘蛛
- 能力：與絲線另一端的依附者的感知互換（包括痛覺、傷勢、記憶）
- 夢想：能夠幫助別人

#### 出版一覽
| 日文 | 日文                   | 日文           | 中文                           | 中文                | 中文          | 封面                    |
| 標題 | ISBN                   | 初版發行       | 標題                           | ISBN                | 初版發行      | 封面                    |
| ---- | ---------------------- | -------------- | ------------------------------ | ------------------- | ------------- | ----------------------- |
|      | ISBN 978-4-04-428806-8 | 2004年8月1日   | 蟲之歌bug 1st.舞夢的銀槍       | ISBN 978-9861744810 | 2007年9月19日 | 一之黑 亞梨子           |
|      | ISBN 978-4-04-428808-2 | 2005年1月28日  | 蟲之歌bug 2nd.被夢想囚禁的戰姬 | ISBN 978-9861746296 | 2008年4月26日 | 藥屋 大助 立花 莉菜     |
|      | ISBN 978-4-04-428811-2 | 2005年10月29日 | 蟲之歌bug 3rd.逐夢的花園       | ISBN 978-9861748290 | 2008年9月12日 | 御嶽 安妮莉婕           |
|      | ISBN 978-4-04-428814-3 | 2006年7月29日  | 蟲之歌bug 4th.乘載夢想的方舟   | ISBN 978-9862372234 | 2009年8月7日  | 花城 摩理 一之黑 亞梨子 |
|      | ISBN 978-4-04-428816-7 | 2007年5月1日   | 蟲之歌bug 5th.夢想假寐的迷途者 | ISBN 978-9862376072 | 2010年4月10日 | 藥屋 大助 一之黑 亞梨子 |
|      | ISBN 978-4-04-428819-8 | 2008年1月1日   | 蟲之歌bug 6th.戀夢的罪人       | ISBN 978-9862870754 | 2011年3月23日 | 夜森 寧子 世果埜 春祈代 |
|      | ISBN 978-4-04-428820-4 | 2008年6月1日   | 蟲之歌bug 7th. 夢想高漲的鳴動  | ISBN 978-9862871614 | 2011年5月30日 | 花城 摩理               |
|      | ISBN 978-4-04-428821-1 | 2009年1月1日   | 蟲之歌bug 8th. 寄託夢想的銀蝶  | ISBN 978-9862872437 | 2011年7月13日 | 一之黑 亞梨子           |

## 漫畫
| 日文 | 日文                | 日文           | 中文                   | 中文                | 中文          |
| 標題 | ISBN                | 初版發行       | 標題                   | ISBN                | 初版發行      |
| ---- | ------------------- | -------------- | ---------------------- | ------------------- | ------------- |
|      | ISBN 978-4047139480 | 2007年7月26日  | 蟲之歌 01.乘夢的螢火蟲 | ISBN 978-9861749723 | 2009年2月26日 |
|      | ISBN 978-4047139992 | 2007年12月26日 | 蟲之歌 02              | ISBN 978-9862371930 | 2009年7月18日 |

## 動畫
2007年7月5日起，於WOWOWノンスクランブル時段週四24:00～24:30播放。全12話。
故事基本上承襲小說第1卷內容，但故事內容、登場角色皆增添了一些要素。
次回預告的內容是聲優本人講述將來的夢想或身邊所發生的事情，和故事完全沒有關連。

### 工作人員
- 原作：岩井恭平（角川Sneaker文庫刊）
- 人物原案：LLO
- 企畫：安田猛
- 製作：安田猛、井上泰一、內野秀紀、伊豆倉公一、阿佐美弘恭、夏野剛
- 導演：酒井和男
- 系列構成：吉田玲子
- 人物設計：神本兼利
- 視覺設計：岩永悦宜
- 總作畫監督：新田靖成、柴又十哉
- 美術監督：東厚治（スタジオちゅーりっぷ）
- 撮影監督：關谷能弘
- 色彩設計：但野佑希
- 特殊効果：安部貴俊
- 剪輯：田熊純
- 音樂：藤田淳平（Elements Garden）
- 音樂製作人：紺野さやか
- 音樂製作：Broccoli
- 音響監督：菊田浩巳
- 音響効果：森川永子（ちゅらサウンド）
- 錄音工作室：スタジオごんぐ
- 音響製作：樂音舍
- 製作人：千葉誠、鈴木智子、平光良介、小湊義文、山口善輝、川﨑とも子
- 動畫製片人：小澤一由
- 動畫協力：A-Line（第2・3・9話）、TRANS ARTS（第5話）、DREAM MOVE（第7話）、ぴぎー（第10話）
- 動畫製作：BEAT FROG
- 制作：ZEXCS
- 制作協力：WOWOW
- 製作：蟲之歌製作委員会

### 主題曲
- 片頭曲『蟲之歌』（ムシウタ）

作詞：Bee'／作曲・編曲：黑須克彥／歌：赤月
- 片尾曲『再見』（サヨナラ）

作詞・作曲：佐藤裕美／編曲：鈴木マサキ／歌：佐藤裕美

### 各話標題
| 電視動畫集數 | 標題（中文翻譯） | 標題（日文原文） |
| ------------ | ---------------- | ---------------- |
| 第1話        | 夢之開始         |                  |
| 第2話        | 夢之羈絆         |                  |
| 第3話        | 夢之俘虜         |                  |
| 第4話        | 破碎之夢         |                  |
| 第5話        | 邂逅之夢         |                  |
| 第6話        | 被窺視之夢       |                  |
| 第7話        | 夢之迷宮         |                  |
| 第8話        | 夢之未滿         |                  |
| 第9話        | 夢之碎片         |                  |
| 第10話       | 錯過之夢         |                  |
| 第11話       | 未完之夢         |                  |
| 第12話       | 夢見之螢         |                  |

### 節目變遷
| WOWOWノンスクランブル 週四24:00~24:30 | WOWOWノンスクランブル 週四24:00~24:30 | WOWOWノンスクランブル 週四24:00~24:30 |
| ------------------------------------- | ------------------------------------- | ------------------------------------- |
|                                       | 蟲之歌                                |                                       |
| 火箭女孩 （約間隔1個月）              | （無）                                |                                       |

## 外部連結
- 官方網站（日語）
- 電視動畫官方網站 （页面存档备份，存于）（WOWOW）（日語）
- ライトノベル  角川書店・角川グループ （页面存档备份，存于）（日語）
- けれん （页面存档备份，存于）（日語）